# Romênia nos Jogos Olímpicos de Verão de 2004
Romênia competiu nos Jogos Olímpicos de Verão de 2004, em Atenas, na Grécia.

## Medalhas
| Atleta | Prova                                        | Classificação |
| --- | -------------------------------------------- | ------------- |
| Oana Ban, Alexandra Georgiana Eremia, Cătălina Ponor, Monica Roşu, Nicoleta Daniela Şofronie, Silvia Stroescu              | Ginástica: Equipes Feminino                  | Ouro          |
| Monica Roşu | Ginástica: Salto sobre o cavalo Feminino     | Ouro          |
| Cătălina Ponor | Ginástica: Trave Feminino                    | Ouro          |
| Cătălina Ponor | Ginástica: Solo Feminino                     | Ouro          |
| Constanţa Burcică, Angela Alupei                                                                                           | Remo: Skiff duplo leve Feminino              | Ouro          |
| Rodica Florea, Aurica Bărascu, Ioana Papuc, Liliana Gafencu, Elisabeta Lipă, Georgeta Damian, Doina Ignat, Elena Georgescu | Remo: Oito com Feminino                      | Ouro          |
| Georgeta Damian, Viorica Susanu                                                                                            | Remo: Dois sem Feminino                      | Ouro          |
| Camelia Potec | Natação: 200 m livre Feminino                | Ouro          |
| Marian Oprea | Atletismo: Salto triplo Masculino            | Prata         |
| Ionela Târlea-Manolache | Atletismo: 400 metros com barreiras Feminino | Prata         |
| Marian Drăgulescu | Ginástica: Solo Masculino                    | Prata         |
| Marius Urzică | Ginástica: Cavalo com alças Masculino        | Prata         |
| Daniela Nicoleta Şofronie                                                                                                  | Ginástica: Solo Feminino                     | Prata         |
| Maria Cioncan | Atletismo: 1500 metros Feminino              | Bronze        |
| Ionut Gheorghe | Boxe: Peso meio-médio-ligeiro (até 64 kg)    | Bronze        |
| Marian Drăgulescu, Ilie Popescu, Dan Potra, Răzvan Selariu, Ioan Silviu Suciu, Marius Urzică                               | Ginástica: Equipes Masculino                 | Bronze        |
| Marian Drăgulescu | Ginástica: Salto sobre o cavalo Masculino    | Bronze        |
| Alexandra Georgiana Eremia                                                                                                 | Ginástica: Trave Feminino                    | Bronze        |
| Răzvan Florea | Natação: 200 m costas Masculino              | Bronze        |

## Desempenho

### Natação
Masculino
| Atleta(s)    | Evento       | Eliminatórias | Eliminatórias | Semifinal | Semifinal | Final      | Final   |
| Atleta(s)    | Evento       | Tempo         | Posição       | Tempo     | Posição   | Tempo      | Posição |
| ------------ | ------------ | ------------- | ------------- | --------- | --------- | ---------- | ------- |
| Dragoş Coman | 1500 m livre | 15min06s33 Q  | 6º            |           |           | 15min10s21 | 7º      |